# Gynotroches
Gynotroches es un género de árboles tropicales monotípico perteneciente a la familia Rhizophoraceae.  Su única especie: Gynotroches axillaris Blume, se encuentra en Asia y Australia.

## Descripción
Es un árbol del dosel superior que alcanza un tamaño de hasta 44 m de altura y 80 cm de diámetro. Con estípulas de 15 mm de largo, a veces peludas. Las hojas son opuestas, simples, y dentadas a veces. Las flores pequerñas de color blanco amarillento. El fruto es una drupa de 3 mm de diámetro, de color amarillo-rojizo-negro.

## Distribución
Se encuentra en Birmania, Tailandia a Nueva Guinea, el Pacífico occidental y Australia. 

## Taxonomía
Gynotroches axillaris fue descrita por Carl Ludwig Blume y publicado en Bijdr. Fl. Ned. Ind. 5: 219, en el año 1825
Sinonimia
- Dryptopetalum coriaceum Arn.
- Gynotroches dryptopetalum Blume
- Gynotroches lanceolata Merr.
- Gynotroches micrantha Blume
- Gynotroches parvifolia Merr.
- Gynotroches puberula Merr.
- Gynotroches reticulata A.Gray
- Microtropis coriacea Wall.[2]